# Kaja Juvan
Kaja Juvan (sinh ngày 25 tháng 11 năm 2000) là một vận động viên quần vợt người Slovenia.
Juvan có thứ hạng đánh đơn cao nhất là vị trí số 123, vào ngày 6 tháng 5 năm 2019. Vào ngày 17 tháng 7 năm 2017, cô len vị trí số 1010 trên bảng xếp hạng đôi.
Ở sự nghiệp trẻ, Juvan có thứ hạng cao nhất là vị trí số 5 vào tháng 1 năm 2017. Cô đã vào vòng bán kết ở nội dung đôi nữ trẻ tại Giải quần vợt Wimbledon 2016 và Giải quần vợt Mỹ Mở rộng 2016. Cô cũng đã vô địch giải Orange Bowl vào năm 2016.
Juvan đã đại diện cho Slovenia ở Fed Cup, cô có thành tích T/B là 4–7.

## Chung kết ITF

### Đơn: 12 (7–5)
| Chú thích |
| --------- |
| $100,000  |
| $80,000   |
| $60,000   |
| $25,000   |
| $15,000   |
| $10,000   |

| Chung kết theo mặt sân |
| ---------------------- |
| Cứng (0–1)             |
| Đất nện (7–4)          |
| Cỏ (0–0)               |
| Thảm (0–0)             |

| Kết quả | Số | Ngày                 | Giải đấu               | Mặt sân | Đối thủ             | Tỷ số               |
| ------- | -- | -------------------- | ---------------------- | ------- | ------------------- | ------------------- |
| Á quân  | 1. | 12 tháng 6 năm 2016  | Velenje, Slovenia      | Đất nện | Gabriela Pantůčková | 6–4, 2–6, 0–6       |
| Vô địch | 1. | 10 tháng 10 năm 2016 | Bol, Croatia           | Đất nện | Tena Lukas          | 6–3, 6–1            |
| Á quân  | 2. | 5 tháng 3 năm 2017   | Hammamet, Tunisia      | Đất nện | Camilla Scala       | 6–2, 5–7, 2–6       |
| Vô địch | 2. | 18 tháng 6 năm 2017  | Maribor, Slovenia      | Đất nện | Nina Potočnik       | 6–4, 6–2            |
| Vô địch | 3. | 30 tháng 4 năm 2018  | Balatonboglár, Hungary | Đất nện | Raluca Șerban       | 6–4, 6–1            |
| Á quân  | 3. | 28 tháng 5 năm 2018  | Andijan, Uzbekistan    | Cứng    | Sabina Sharipova    | 4–6, 2–6            |
| Vô địch | 4. | 23 tháng 6 năm 2018  | Ystad, Thụy Điển       | Đất nện | Andreea Roșca       | 2–6, 7–5, 6–1       |
| Á quân  | 4. | 14 tháng 7 năm 2018  | Turin, Ý               | Đất nện | Andreea Roșca       | 1–6, 1–6            |
| Vô địch | 5. | 2 tháng 9 năm 2018   | Bagnatica, Ý           | Đất nện | Jasmine Paolini     | 6–7(8–10), 6–1, 7–5 |
| Vô địch | 6. | 28 tháng 10 năm 2018 | Pula, Sardinia         | Đất nện | Polina Leykina      | 3–6, 6–1, 6–2       |
| Á quân  | 5. | 31 tháng 3 năm 2019  | Pula, Ý                | Đất nện | Jil Teichmann       | 6–7(3–7), 0–6       |
| Vô địch | 7. | 7 tháng 4 năm 2019   | Pula, Ý                | Đất nện | Alexandra Cadanțu   | 6–1, 3–0 bỏ cuộc    |

### Đôi: 1 (1–0)
| Chú thích |
| --------- |
| $100,000  |
| $80,000   |
| $60,000   |
| $25,000   |
| $15,000   |
| $10,000   |

| Chung kết theo mặt sân |
| ---------------------- |
| Cứng (0–0)             |
| Đất nện (1–0)          |
| Cỏ (0–0)               |
| Thảm (0–0)             |

| Kết quả | Số | Ngày                 | Giải đấu     | Mặt sân | Đồng đội     | Đối thủ                     | Tỷ số            |
| ------- | -- | -------------------- | ------------ | ------- | ------------ | --------------------------- | ---------------- |
| Vô địch | 1. | 23 tháng 10 năm 2016 | Bol, Croatia | Đất nện | Lea Bošković | Mariana Dražić Ani Mijačika | 4–6, 7–5, [10–4] |

## Chung kết Grand Slam Trẻ

### Đôi nữ trẻ (1 danh hiệu)
| Kết quả | Năm  | Giải đấu               | Mặt sân | Đồng đội       | Đối thủ                      | Tỷ số    |
| ------- | ---- | ---------------------- | ------- | -------------- | ---------------------------- | -------- |
| Vô địch | 2017 | Giải Vô địch Wimbledon | Cỏ      | Olga Danilović | Caty McNally Whitney Osuigwe | 6–4, 6–3 |

## Fed Cup

### Đơn
| Năm                                           | Vòng | Ngày                | Địa điểm         | Đối thủ   | Mặt sân  | Đối thủ                    | T/B | Tỷ số              |
| --------------------------------------------- | ---- | ------------------- | ---------------- | --------- | -------- | -------------------------- | --- | ------------------ |
| Fed Cup 2017 Khu vực châu Âu/châu Phi nhóm II | V/B  | 21 tháng 4 năm 2017 | Šiauliai, Litva  | Na Uy     | Cứng (i) | Astrid Wanja Brune Olsen   | B   | 4–6, 7–6(7–5), 3–6 |
| Fed Cup 2018 Khu vực châu Âu/châu Phi nhóm I  | V/B  | 7 tháng 2 năm 2018  | Tallinn, Estonia | Croatia   | Cứng (i) | Lea Bošković               | L   | 2–6, 6–4, 2–6      |
| Fed Cup 2018 Khu vực châu Âu/châu Phi nhóm I  | V/B  | 9 tháng 2 năm 2018  | Tallinn, Estonia | Thụy Điển | Cứng (i) | Jacqueline Cabaj Awad      | T   | 6–1, 6–3           |
| Fed Cup 2019 Khu vực châu Âu/châu Phi nhóm I  | V/B  | 6 tháng 2 năm 2019  | Bath, Anh Quốc   | Anh Quốc  | Cứng (i) | Katie Boulter              | B   | 4–6, 2–6           |
| Fed Cup 2019 Khu vực châu Âu/châu Phi nhóm I  | V/B  | 7 tháng 2 năm 2019  | Bath, Anh Quốc   | Hungary   | Cứng (i) | Dalma Gálfi                | B   | 1–6, 4–6           |
| Fed Cup 2019 Khu vực châu Âu/châu Phi nhóm I  | V/B  | 8 tháng 2 năm 2019  | Bath, Anh Quốc   | Hy Lạp    | Cứng (i) | Valentini Grammatikopoulou | B   | 6–7(2–7), 7–5, 3–6 |
| Fed Cup 2019 Khu vực châu Âu/châu Phi nhóm I  | P/O  | 9 tháng 2 năm 2019  | Bath, Anh Quốc   | Gruzia    | Cứng (i) | Mariam Bolkvadze           | T   | 6–1, 3–0 ret.      |

### Đôi
| Năm                                           | Vòng | Ngày                | Địa điểm         | Đói thủ   | Mặt sân  | Đồng đội         | Đối thủ                                     | T/B | Tỷ số              |
| --------------------------------------------- | ---- | ------------------- | ---------------- | --------- | -------- | ---------------- | ------------------------------------------- | --- | ------------------ |
| Fed Cup 2017 Khu vực châu Âu/châu Phi nhóm II | V/B  | 20 tháng 4 năm 2017 | Šiauliai, Litva  | Thụy Điển | Cứng (i) | Andreja Klepač   | Jacqueline Cabaj Awad Kajsa Rinaldo Persson | T   | 6–3, 7–5           |
| Fed Cup 2018 Khu vực châu Âu/châu Phi nhóm I  | V/B  | 8 tháng 2 năm 2018  | Tallinn, Estonia | Hungary   | Cứng (i) | Tamara Zidanšek  | Dalma Gálfi Fanny Stollár                   | B   | 4–6, 3–6           |
| Fed Cup 2018 Khu vực châu Âu/châu Phi nhóm I  | V/B  | 9 tháng 2 năm 2018  | Tallinn, Estonia | Thụy Điển | Cứng (i) | Nika Radišič     | Mirjam Björklund Jacqueline Cabaj Awad      | T   | 6–3, 6–7(5–7), 6–2 |
| Fed Cup 2019 Khu vực châu Âu/châu Phi nhóm I  | V/B  | 6 tháng 2 năm 2019  | Bath, Anh Quốc   | Anh Quốc  | Cứng (i) | Dalila Jakupović | Harriet Dart Katie Swan                     | B   | 2–6, 2–6           |

## Thống kê sự nghiệp đơn Grand Slam
| VĐ | CK | BK | TK | V# | RR | Q# | A |  | Z# | PO | G | F-S | SF-B | NMS | NH |

Chỉ có các kết quả vòng đấu chính ở WTA Tour, Grand Slam và Thế vận hội được tính vào thành tích Thắng–Bại.
Tính đến Wimbledon 2019
| Giải đấu     | 2019 | SR    | T–B | %Thắng |
| ------------ | ---- | ----- | --- | ------ |
| Úc Mở rộng   | VL2  | 0 / 0 | 0–0 | –      |
| Pháp Mở rộng | V1   | 0 / 1 | 0–1 | 0%     |
| Wimbledon    | V2   | 0 / 1 | 1–1 | 50%    |
| Mỹ Mở rộng   |      | 0 / 0 | 0–0 | –      |
| Thắng–Bại    | 1–2  | 0 / 2 | 1–2 | 33%    |